# Cetonana orientalis
Cetonana orientalis är en spindelart som först beskrevs av Schenkel 1936.  Cetonana orientalis ingår i släktet Cetonana och familjen flinkspindlar. Inga underarter finns listade i Catalogue of Life.